# The Old Mill
The Old Mill (Brasil: O Velho Moinho) é um curta-metragem de animação da série Silly Symphonies, produzido por Walt Disney, dirigido por Wilfred Jackson, com música de Leigh Harline, e lançado nos cinemas pela RKO Radio Pictures em 5 de novembro de 1937. O filme retrata a comunidade de animais que povoam um antigo moinho abandonado no campo, e como eles lidam com uma tempestade severa que quase destrói seu habitat. Ele incorpora a música "One Day When We Were Young" da opereta de Johann Strauss II, Der Zigeunerbaron.
Como muitos dos Silly Symphonies, O velho moinho foi um teste solo para técnicas de animação avançadas. Marcando o primeiro uso da câmera multiplano da Disney, o filme também incorpora descrições realistas do comportamento animal, iluminação e efeitos de cor complexos, representações da chuva, vento, raios, ondas, respingos e reflexões, rotação tridimensional de objetos detalhados, e o uso de sincronismo para produzir efeitos dramáticos e emocionais específicos. Todas as lições aprendidas em O velho moinho seria posteriormente incorporado em longa-metragens de animação da Disney, especialmente em Branca de Neve e os Sete Anões (1937).

## Prêmios e legado
- Ganhou o Oscar de melhor curta-metragem de animação, em 1937.[3]